# Ľuboš Hajdúch
Ľuboš Hajdúch (Levice, 6 marzo 1980) è un ex calciatore slovacco, di ruolo portiere.

## Carriera

### Nazionale
Conta 5 presenze con la nazionale del suo paese.